# クラウディウス文字
クラウディウス文字（クラウディウスもじ）は、古代ローマ帝国のクラウディウス帝（在位西暦41年 - 54年）が考案したとされるラテン文字。在位の間わずかに用いられたが没後に廃れた。Unicode（ユニコード）にも収録されている。
以下の3字があったとされる。

クラウディウス文字

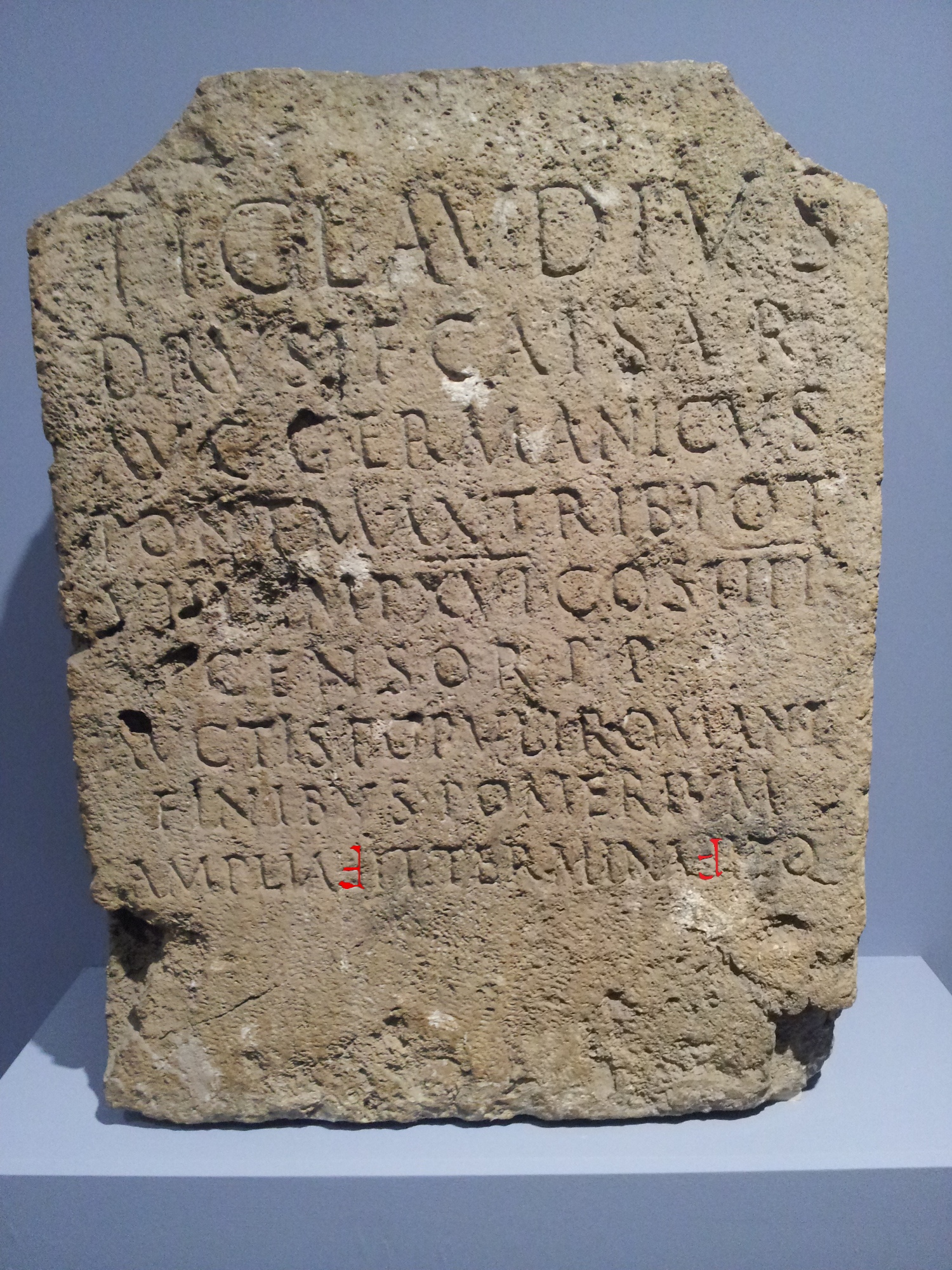
クラウディウス時代のポメリウムの標識。「ampliavit」の「v」がクラウディウス文字で記されている（赤字）

- 左右が転倒したC（antisigma,読み：アンチシグマ）。ギリシア語のΨ（プシー）[ps]にならってBS, PSの音を表す（Ↄ U+2183、 ↄ U+2184）。
- 上下左右が転倒したF（digamma inversum,読み：ディガンマ・インウェルスム）。ギリシア語のディガンマにならって子音のU[w]を表す（Ⅎ U+2132、ⅎ U+214E）。
- 左半分だけのH。ギリシア語のΥ（[y]）に対応する（Ⱶ U+2C75、 ⱶ U+2C76）。「iと書かれるがuのように発音される音」とされ、vir「男」のiのような音を表したのかもしれない[1]。

これらの文字については、2世紀のVelius Longus (英語版)の『正書法について』(De Orthographia)の中で触れられているが、この箇所は文章が乱れていて、正確にどのような文字であったのかよくわからない。また、現実の碑文に見られるのは上記のうち「Ⅎ」のみである。